# Aenigmatistes latifrons
Aenigmatistes latifrons är en tvåvingeart som beskrevs av Schmitz 1924. Aenigmatistes latifrons ingår i släktet Aenigmatistes och familjen puckelflugor. Inga underarter finns listade i Catalogue of Life.